# ゲロルシュタイン
ゲロルシュタイン (独: Gerolstein) はドイツ連邦共和国 ラインラント＝プファルツ州フルカナイフェル郡にある市で、ゲロルシュタイン連合自治体 (Verbandsgemeinde Gerolstein) の行政庁所在地となっている。
ミネラルウォーターメーカー、ゲロルシュタイナーの本社がある。

## 姉妹都市
- - ディゴワン(Digoin) （フランス 1987年）
- - ギルゼ(Gilze en Rijen) （オランダ）